# 켄트 공작 조지
켄트 공작 조지(The Prince George, Duke of Kent, 1902년 12월 20일~1942년 8월 25일)는 영국 왕실의 일원으로, 조지 5세와 테크의 메리의 넷째 아들이었다. 그는 에드워드 8세와 조지 6세 왕의 동생이었다. 조지 왕자는 1920년대에 영국 해군에서 복무했고, 그 후 잠시 공무원으로 근무했다. 그는 1934년에 켄트 공작이 되었다. 1930년대 후반에 그는 처음에는 영국 공군 훈련 사령부의 참모 장교로 복무했고, 그 후 1941년 7월부터 영국 공군 감찰관 참모부의 복지부의 참모로 복무했다. 그는 1942년 8월 25일 던비스트 항공 추락 사고로 사망했다.